# Friedrich August von Lühdorf
Friedrich August Lühdorf, seit 1879 Freiherr von Lühdorf (* 8. März 1834 in Elberfeld; † 14. November 1891 in Hamburg) war ein deutscher Überseekaufmann und einer der Pioniere beim Aufbau der deutsch-japanischen Handelsbeziehungen.

## Leben
Friedrich August von Lühdorf war ein Sohn des Unternehmers Johann Friedrich Lühdorf, der in Elberfeld eine Türkischrotfärberei betrieb, und dessen Ehefrau Johanna Sophie Noel.

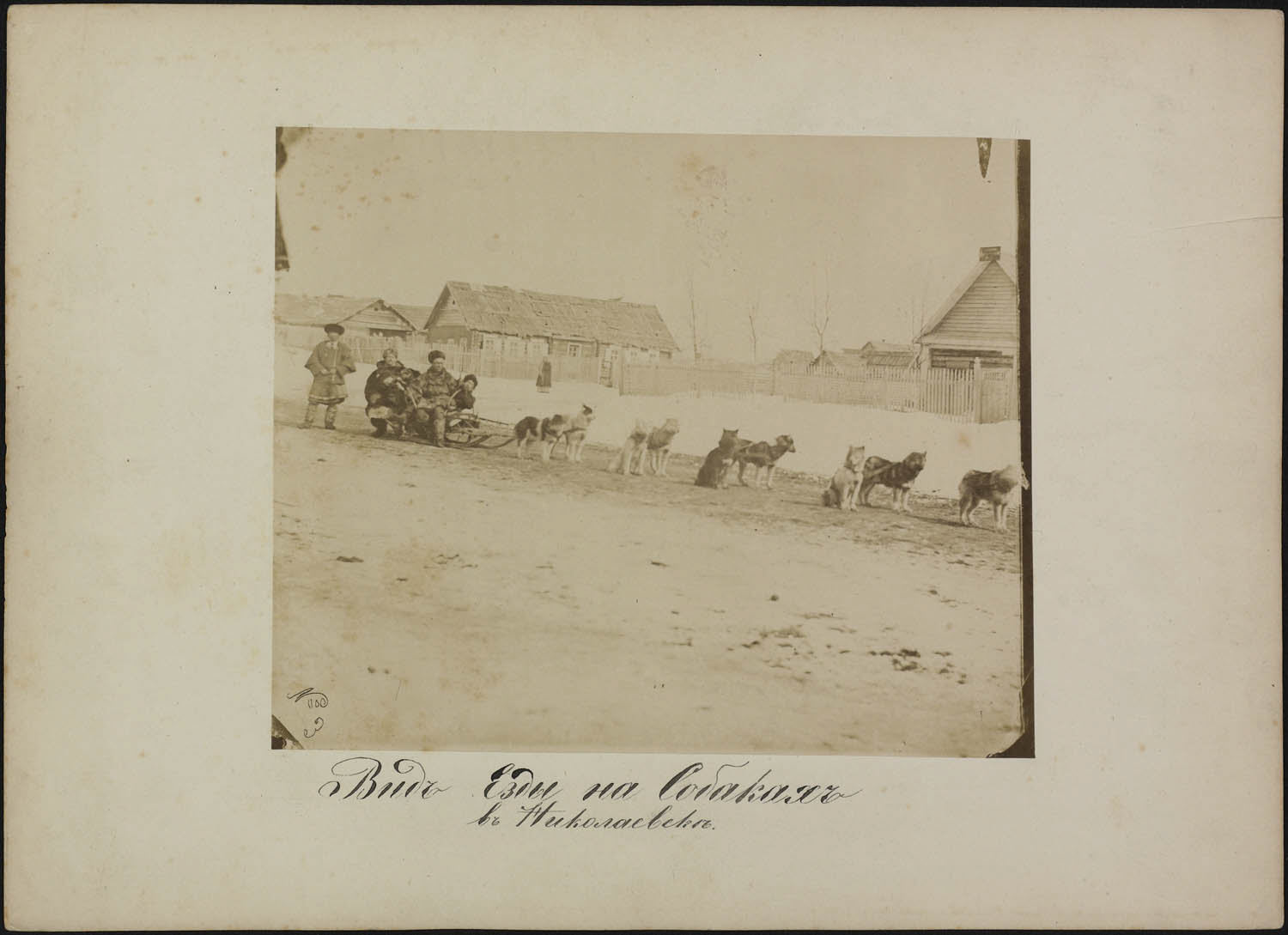
Nikolajewsk am Amur, Foto von Friedrich August von Lühdorf

Nach der Schulausbildung an der Provinzialschule in Elberfeld absolvierte er eine kaufmännische Lehre in einem Fabrikgeschäft, bereiste im Anschluss europäische Handelsstädte und kam 1853 nach Hamburg. Dort buchte er eine Schiffspassage nach Südamerika, die ihn nach Montevideo, Buenos Aires, Valparaiso und Lima führte. Im Jahr darauf kam er nach Hongkong, wo er im April 1855 in der Filiale des Hamburger Handelshauses  W. Pustau & Co. als Handlungsgehilfe und Frachtbegleiter eine Anstellung fand. Mit seinem ersten Auftrag stand er vor einer Herausforderung: er hatte die Bremer Brigg „Greta“ – von der US-Regierung gechartert und unter deren Flagge segelnd - von Hongkong nach Hakodate in Japan zu überführen. Sie war beladen mit 100 Tonnen Kohle und 200 Tonnen deutscher Ware verschiedener Art, die er dort verkaufen oder gegen japanische Ware tauschen sollte. Trotz des japanischen Verbotes zum Verkauf oder Tausch europäischer Waren gelang ihm ein Tauschgeschäft im Wert von 2000 Dollar, weil sie glaubten, Lühdorf sei Amerikaner.
Japanische Behörden baten ihn, sein Schiff für den Transport schiffbrüchiger Russen zur Verfügung zu stellen. Als Gegenleistung erhielt er die Erlaubnis, während dessen Abwesenheit in Shimoda Handel zu treiben. Dabei behandelte die japanische Regierung seinen Vorstoß, die Handelsbeziehungen zwischen Deutschland und Japan anzugeben, wohlwollend. Als sein Schiff verloren gegangen war, verließ er Japan am 2. Januar 1856 mit einem neu erworbenen Segler und den eingetauschten Gütern, die er in Hongkong, New York, Kalkutta und London verkaufen konnte.
Er war der erste Kaufmann – noch vor den Amerikanern und anderen Europäern – in Japan nach dem Abschluss des Vertrages von Kanagawa, der sich für einen deutsch-japanischen Handelsvertrag einsetzte. So wurde er zum Pionier der deutschen Handelsbeziehungen zu Japan.
In Nikolajewsk am Amur errichtete er 1856 als Teilhaber des Handelshauses Pustau ein Handelsgeschäft, gründete eine eigene Dampfschifffahrtslinie und übernahm die Verteilung der Kolonial- und Manufakturwaren. Entlang des Flusses Amur errichtete er mehren Niederlassungen.
Nachdem er 1859 Alleininhaber des Handelshauses Pustau geworden war, weitete er seine geschäftlichen Tätigkeiten aus. So war er Agent des britischen Lloyd und der Firma Godeffroy sowie Berichterstatter der preußischen Regierung. Er war Direktor der Hadschi Bay Companie und Gesellschafter der Firma Buorong & Co. Auf der Insel Sachlin war er Besitzer von Kohlegruben.
Um Jahresanfang 1872 gründete er die Ostsibirische Handelsgesellschaft mit Sitz in Hamburg, wo er in den Jahren von 1871 bis zu seinem Tode seinen Wohnsitz hatte. Das Hamburger Unternehmen wurde 1890 liquidiert.
1877 reiste er noch einmal nach Nikolajewsk, um dort den Thermalquellen Wasserproben zu entnehmen und in Deutschland auf ihre Qualität untersuchen zu lassen.
Mit seinem Tod erlosch das Freiherrnhaus Lühdorf im Mannesstamme.

## Auszeichnungen
- 1871  preußischer Geheimer Kommerzienrat
- 1879: Erhebung in den Sachsen-Coburgischen und Gothaischen Freiherrnstand

## Schriften
- Acht Monate nach dem Vertrage von Kanagawa. Heinrich Strack, 1857 (Digitalisat)